# أوكلاند
أُكْلَند أو (نقحرة: أوكلاند) (Auckland) هي مدينة تقع في شمال الجزيرة الشمالية، نيوزيلندا. تعتبر أُكلَند منطقة مدنية ممتدة، تتألف من أربعة مدن: أُكلَند سيتي (Auckland City)، وايتاكيري (waitakere)، مانوكاو (Manukau) والشاطئ الشمالي (North Shore). يسكنها 1,534,700 نسمة (عام 2017) ما يعادل ثلث سكان البلاد، وبذلك تكون أكبر مدن نيوزيلندا من حيث عدد السكان. كانت أُكلَند عاصمة للبلاد ما بين عام 1841 لغاية عام 1865 عندما أصبحت ويلينغتون (wellington) العاصمة السياسية لكن رغم ذلك بقيت أُكلَند المركز التجاري والاقتصادي للبلد كما أنها ثالث أفضل مدينة للعيش في العالم.

## تاريخ
أول من سكن منطقة أُكلَند هم شعب ماوري، وكان ذلك قبل حوالي 650 عام. أول استيطان للأوروبيين كان في عام 1840. قام أول حاكم لنيوزيلندا وهو القبطان ويليام هوبسون باختيار مدينة أُكلَند كعاصمة للبلاد. قام هوبسون بإطلاق هذا الاسم على المدينة تيمناً بنصيره وقائده السابق اللورد أُكلَند، الذي كان في ذلك الوقت نائباً للرئاسة في الهند.

## جغرافيا
تقع أُكلَند بين خليج هاوراكي في المحيط الهادي من الشرق، وسلسلة جبال هونوا من الجنوب الشرقي، وخليج مانوكاو من الجنوب الغربي المطل على بحر تاسمان، وسلسلة جبال وايتاكيري من الغرب والشمال الغربي. مساحتها 1,103 كم2 (419 ميل مربع). تسود في طبيعة أُكلَند التلال البركانية، والمرافئ، والخلجان، والشواطئ، والجزر. تلقب أُكلَند «مدينة البحّارة» محلياً وذلك لاحتواء مرافئها على اليخوت أكثر من أي مدينة أخرى بالعالم.

## تعليم
- مدرسة أُكلَند الثانوية، تعد أكبر المدارس الثانوية في أُكلَند.
- جامعه أُكلَند وهي ضمن أفضل 50 جامعه في العالم.

## مواقع سياحية
تجد هنا العديد من المعالم والمزارات المشوقة مثل "سكاي تاور" الشهير - البناء الأعلى ارتفاعاً في نصف الكرة الأرضية الجنوبي و "جسر الميناء" و"أوتيا سكوير" و"متحف الحرب" و "معرض الأحياء المائية" و "أُكلَند بوتانيك كاردن" ومدينة الملاهي "راينبوس أيند" و "حديقة حيوان أُكلَند" وشاطي "ميشن باي" وجزيرة وايهيكي" وغيرها من الأماكن الجميلة التي تزخر بها المدينة.

## وصلات خارجية
- أُكلَند